# Leila Diniz
Leila Diniz (Niterói, 25 de marzo de 1945-Nueva Delhi, 14 de junio de 1972) fue una actriz brasileña de televisión, cine y teatro. Murió joven, en la cúspide de la fama, en un accidente aéreo. Por sus ideas y actitudes sobre sexo consideradas demasiado «liberales», suscitó el descontento tanto de las feministas como de la dictadura militar de la época.

## Biografía
Nacida en una familia de clase media y de ideología comunista, Leila comenzó a trabajar como maestra a los 15 años. A los 17, conoció al director de cine Domingos de Oliveira, con quien vivió hasta los 21 años. Entre 1962 y 1964 tuvo pequeños papeles en el teatro.
En 1965, comenzó a trabajar en la televisión, donde hizo numerosas telenovelas (12 en total), y protagonizó varios anuncios de televisión. En 1967, también comenzó a hacer películas (14 en total).
En 1969, concedió una entrevista al famoso semanario satírico «Pasquim», en la cual, entre otras cosas dijo: «Se puede amar a una persona demasiado e ir a la cama con otra. Ya me ocurrió a mi». La noticia despertó tal cólera entre los militares que el periódico comenzó a publicarse bajo censura previa desde ese día.
TV Globo rescindió el contrato que tenía con Leila, con la excusa de «problemas morales», pero en 1970 fue contratada como miembro del jurado en el programa del presentador Flávio Cavalcanti, en la TV Tupi (Cavalcanti, curiosamente, era un hombre de derechas).
En 1971, Leila tuvo una corta participación como estrella del burlesque (género teatral en decadencia) y se casó con el director de cine Ruy Guerra, padre de su única hija, Janaína. Una vez más, logró ofender a la sociedad conservadora al ir a la playa en bikini, con ocho meses de embarazo.
En 1972, al regresar de un festival de cine en Australia, donde ganó el premio a la mejor actriz por la película «Mãos Vazias», murió en un siniestro aéreo en la India.

## Filmografía
- 1967 - O Mundo Alegre de Helô - (Luisinha)
- 1967 - Mineirinho, Vivo ou Morto - (Maria)
- 1967 - Todas as Mulheres do Mundo - (Maria Alice)
- 1967 - Juego peligroso - (Sirvienta)
- 1968 - Edu, Coração de Ouro - (Tatiana)
- 1968 - O Homem Nu - (Mariana)
- 1968 - A Madona de Cedro - (Marta)
- 1968 - Fome de Amor - (Ulla)
- 1969 - Corisco, o Diabo Loiro - (Dadá)
- 1969 - Os Paqueras - (como ella misma)
- 1970 - Azyllo Muito Louco - (Eudóxia)
- 1970 - O Donzelo - (cameo como ella misma)
- 1971 - Mãos Vazias
- 1972 - Amor, Carnaval e Sonhos

### Sobre ella
- 1987 - Leila Diniz (con Louise Cardoso)[4]